# Cleone
Cleone – census-designated place w Mendocino, w Kalifornii (Stany Zjednoczone).